# لقاح والفاكس
لقاح والفاكس ويُعرف أيضًا باسم لقاح والفاكس كوفيد-19 (بالإنجليزية: Walvax COVID-19 vaccine)‏؛ هو لقاح مرشح ضد مرض فيروس كورونا، تعمل شركة «والفاكس للتكنلوجيا الحيوية» على تطويره وإنتاجه بتقنية تلقيح الرنا بالتعاون مع شركة «أبوجين بيو» - سوتشو أبوجين للعلوم الحيوية - بالشراكة أيضًا مع أكاديمية العلوم الطبية العسكرية، وهو مخصص للإعطاء عن طريق الحقن العضلي.